# Dreiskau-Muckern
Dreiskau-Muckern ist ein zur Gemeinde Großpösna gehörender Ortsteil im Landkreis Leipzig im Nordwesten Sachsens.

## Geographie

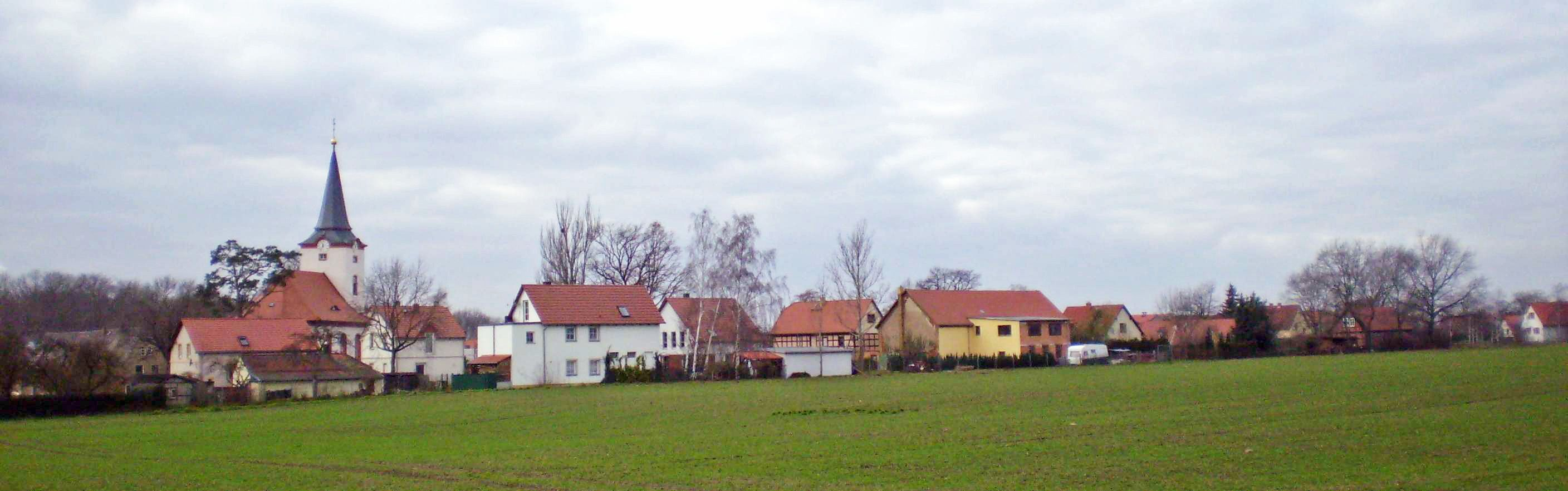
Blick aus östlicher Richtung auf Dreiskau-Muckern

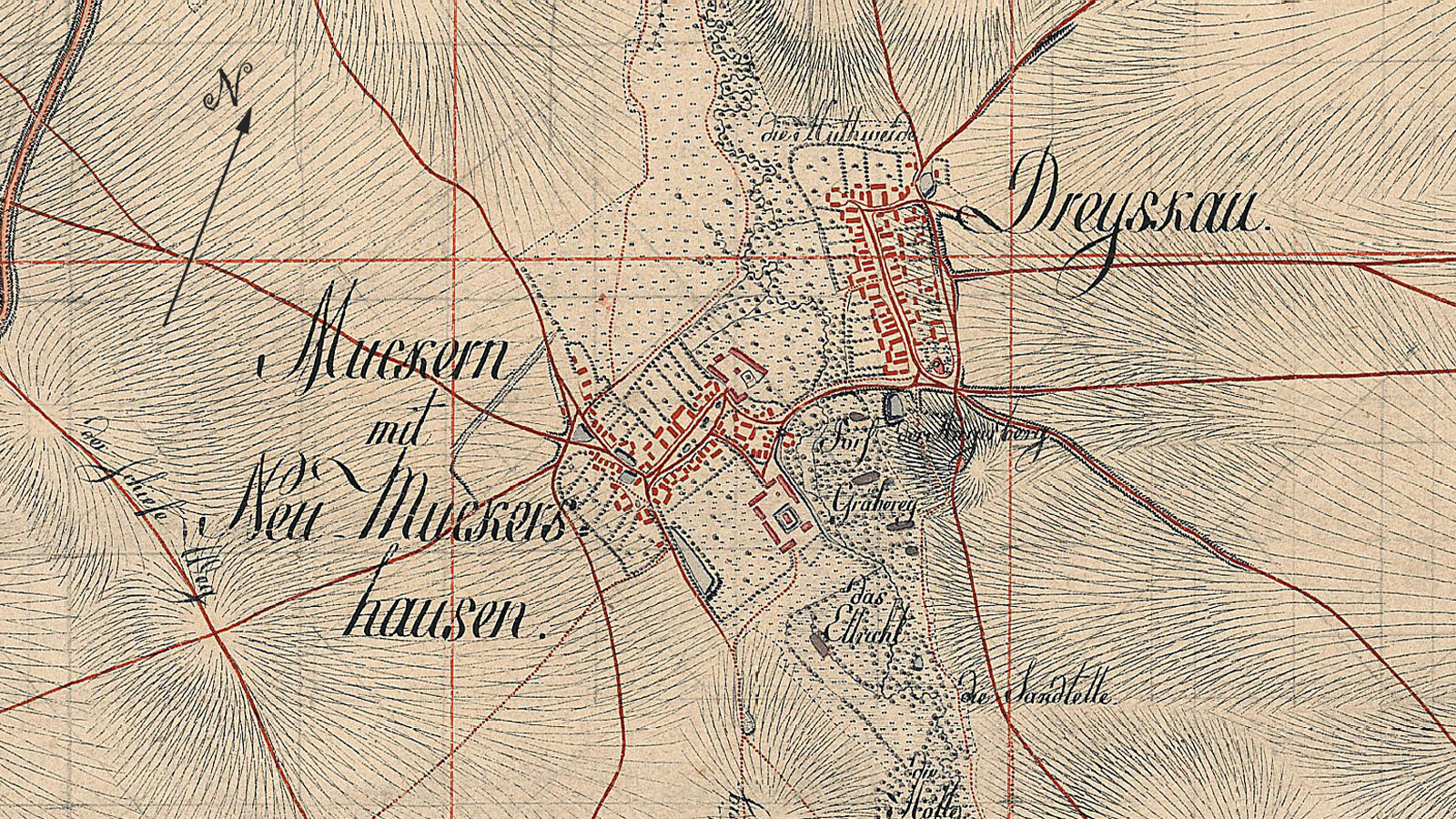
Dreiskau und Muckern auf einer Karte von 1802

Dreiskau-Muckern liegt in der Leipziger Tieflandsbucht südlich von Leipzig und gehört zum Landkreis Leipzig.
Im Nordwesten und Westen wird Dreiskau-Muckern von der Staatsstraße 242 begrenzt, hinter welcher der Störmthaler See und die Aufforstung Neues Oberholz liegen. Nachbarorte sind Störmthal im Norden sowie das zur Stadt Rötha gehörende Pötzschau im Osten. Bis in die 1960er-Jahre waren beide Dorfhälften durch den Göselbach getrennt, der im Verlauf des Braunkohleabbaus ein neues Bett bekam.

## Geschichte
Bis zur Mitte des 20. Jahrhunderts waren Dreiskau und Muckern zwei benachbarte eigenständige Ortschaften. Wahrscheinlich sind beide Ortschaften im 7. Jahrhundert als slawische Siedlungen entstanden.

### Dreiskau
Die erste urkundliche Erwähnung stammt aus dem Jahr 1317 unter dem Namen Trizko. Der Name ist sorbischen Ursprungs und geht entweder auf den Personennamen Trysk zurück, was so viel heißt wie Schelm oder – nach einer anderen Interpretation – „Dorf der Leute, die im Galopp reiten“. Der Ortsname erfuhr einige Veränderungen. Um 1335 hieß er Triskow, Ende des 14. Jahrhunderts Drizkow, Dryskow und auch Drizkaw, Mitte des 15. Jahrhunderts Dreyzigkau und bis 1515 Dreußkaw. Aber auch Dreyskau, Droiskau oder Treysk waren Schreibweisen.

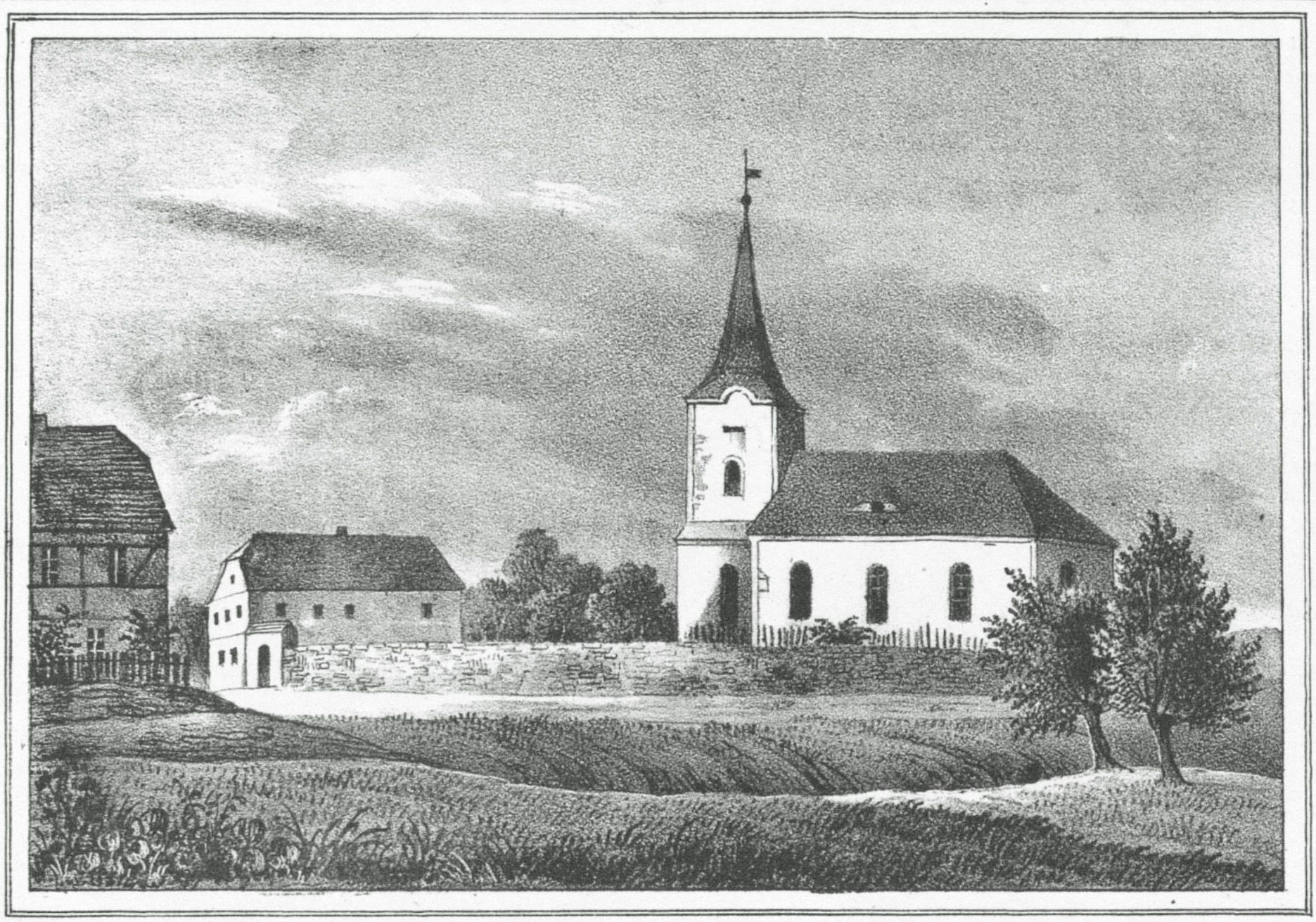
Kirche und Pfarrhaus um 1840

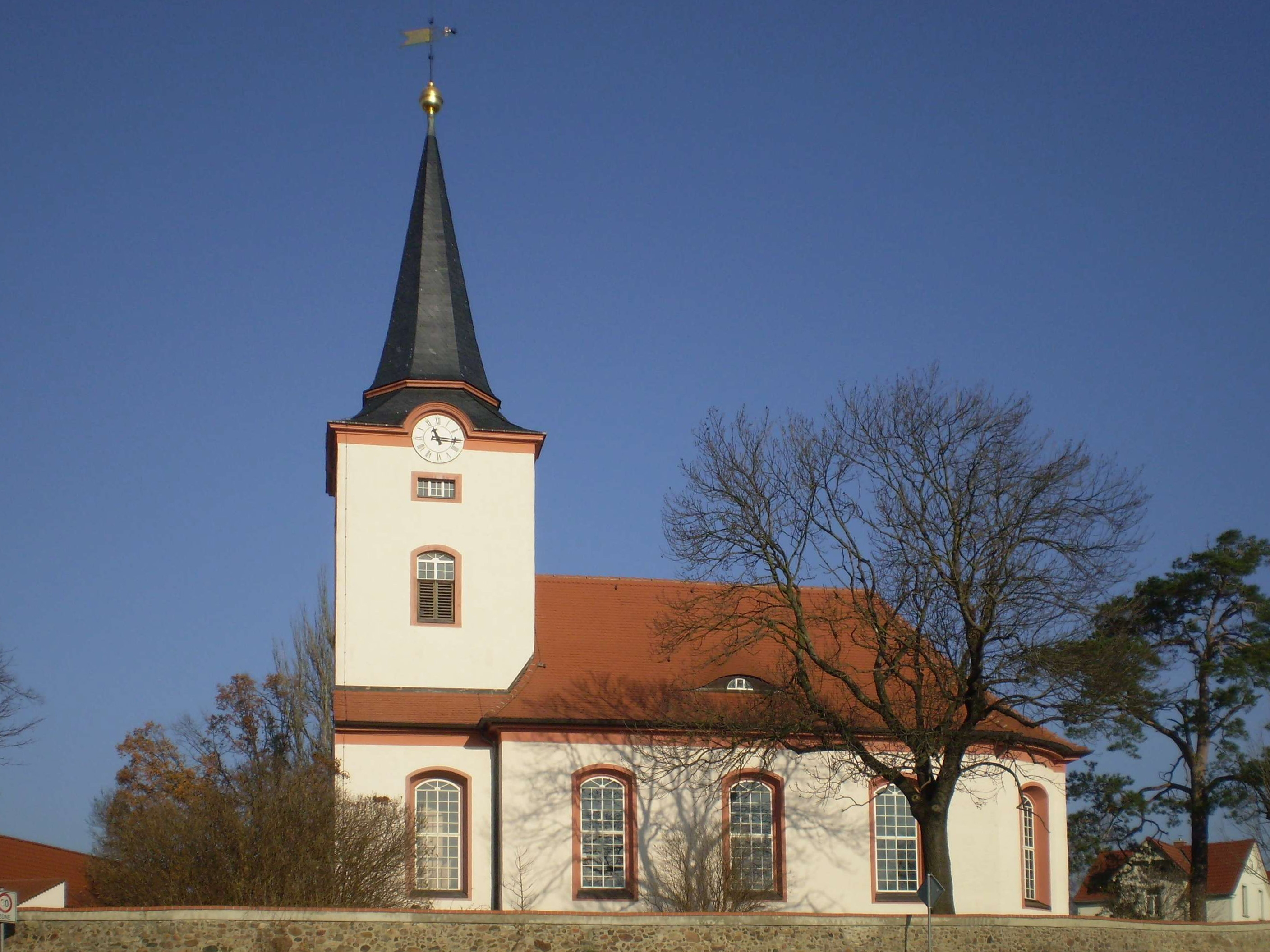
Dreiskauer Kirche 2008

Die katholische Gemeinde Dreiskau gehörte zum Bistum Merseburg und zum Burgward Magdeborn. Nach der Reformation gehörte die evangelische Kirchengemeinde Dreiskau bis 1690 zur Urpfarrei Magdeborn, danach zur Parochie Störmthal. 1740 begann der Neubau der Kirche, welcher 1741 abgeschlossen war.
Dreiskau unterstand verwaltungstechnisch bis zum Jahr 1856 dem Kreisamt Leipzig. Danach gehörte es zum Gerichtsamt Rötha und ab der Bildung der sächsischen Amtshauptmannschaften 1873 bis zum Jahr 1945 zur Amtshauptmannschaft Leipzig. Bis 1952 gehörte Dreiskau zum Landkreis Leipzig. 1952 wurde Dreiskau dann dem Kreis Borna im Bezirk Leipzig zugeordnet.

### Muckern und Neumuckershausen
Die erste Nennung soll auf das Jahr 1433 datieren. Im Domarchiv Merseburg ist von einem Mockeryn die Rede. Der Ortsname geht auf das altsorbische Mockrina zurück, was so viel heißt wie „feuchte Stelle“. Die Namensentwicklung geht von Mockeren in der Mitte des 15. Jahrhunderts über Mockeren, Mockern (gegen 1500) und Mockerawe um 1539 bis zum heutigen Muckern seit 1696. Im Landesarchiv Sachsen-Anhalt findet sich bereits eine Ortsnennung 1375.
Muckern unterstand seit seinen frühesten Tagen dem zugehörigen Rittergut. Dieses gehörte der Familie von Zehmen. 1573 wurde Muckern zwischen Melchior und Wilhelm von Zehmen in zwei Güter mit getrennter Gerichtsbarkeit aufgeteilt. Nach dem Tode Melchiors verkaufte Wilhelm von Zehmen 1598 dessen Anteil unter dem Namen Neumuckershausen an den Leipziger Professor und Juristen Franz Romanus, der später von Kaiser Rudolf II. in den Adelsstand erhoben wurde. Das Gut Neumuckershausen hatte in weiterer Folge einige weitere bürgerliche Besitzer, wohingegen Muckern bis zum Konkurs von Johann Friedrich von Zehmen 1777 im Besitz des alten Adelsgeschlechts blieb. Verkauft wurde das Rittergut Muckern schließlich an den vermögenden Bürgerlichen Johann Karl von Hauck.
| Jahr | Dreiskau         | Muckern |
| 1815 | 159              |         |
| 1828 | 180              |         |
| 1834 | 199              | 258     |
| 1840 | 200              |         |
| 1871 | 277              | 260     |
| 1890 | 248              | 225     |
| 1910 | 261              | 206     |
| 1925 | 247              | 273     |
| 1933 | 256              | 294     |
| 1939 | 271              | 293     |
| 1946 | 323              | 394     |
| 1950 | 374              | 390     |
|      | Dreiskau-Muckern |         |
| 1964 | 572              | 572     |
| 1990 | 339              | 339     |
| 1993 | 50               | 50      |
| 1998 | 278              | 278     |
| 2007 | 423              | 423     |
| 2009 | 451              | 451     |

Dieser erwarb 1802 auch das Gut Neumuckershausen. Eine langsame Annäherung der beiden Dörfer begann, die 1843 mit dem Zusammenschluss zu einer Gemeinde mit einem Gemeinderat ihren Abschluss fand. Muckern und Neumuckershausen gehörten wie Dreiskau zum Kreisamt Leipzig und ab 1856 zum Gerichtsamt Rötha.
Von 1873 bis 1945 gehörte Muckern zur Amtshauptmannschaft Borna. Danach zum Landkreis und später zum Kreis Borna. Obgleich die Dreiskauer Kirche nur etwa 300 Meter entfernt war, war Muckern nach Großpötzschau gepfarrt und ab 1930 zur Kirchgemeinde Mölbis gehörig, der jetzt auch Dreiskau-Muckern samt der Dreiskauer Kirche angehört.

### Dreiskau-Muckern
Obwohl so nahe beieinander gelegen, gehörten die beiden Dörfer bis zur Mitte des 20. Jahrhunderts verschiedenen Verwaltungsstrukturen an. Nach der Verwaltungsreform von 1952, in deren Ergebnis Dreiskau dem Kreis Borna zugeordnet wurde, erfolgte 1956 die Vereinigung beider Gemeinden unter dem Namen Dreiskau-Muckern. Die Postleitzahl war von 1965 an 7201. Von 1993, als das Postleitzahlensystem auf fünf Ziffern umgestellt wurde, bis zur Eingemeindung hatte Dreiskau-Muckern die Postleitzahl 04579, jetzt 04463.
Seit den fünfziger Jahren unterstand die Gemeinde dem Bergrecht. Es war geplant, den Tagebau Espenhain zwischen 1990 und 2000 zur Förderung der Braunkohlevorräte auf das Gemeindegebiet auszudehnen. In den 80er Jahren begann die planmäßige Umsiedelung der Bewohner. Als nach der politischen Wende in der DDR 1989 die Zukunft des Tagebaus in Frage stand, verstärkte sich der Widerstand gegen die Devastierung des Ortes. 1993 wurde entschieden, dass Dreiskau-Muckern als Ortschaft bestehen bleibt. Von den vormals über 500 Einwohnern lebten zu diesem Zeitpunkt nur noch etwa 50 im Ort.

## Gegenwart

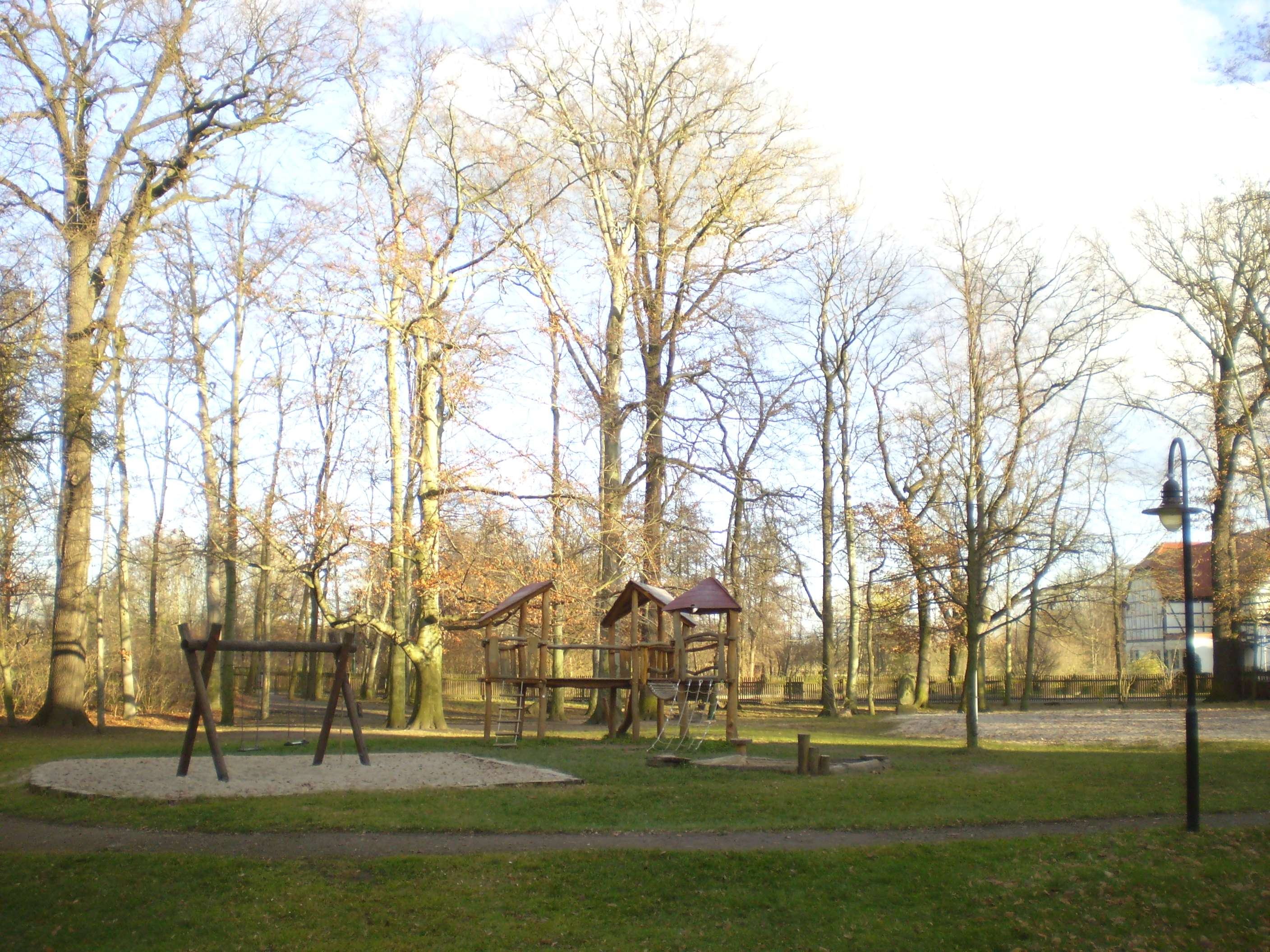
Neu angelegter Spielplatz

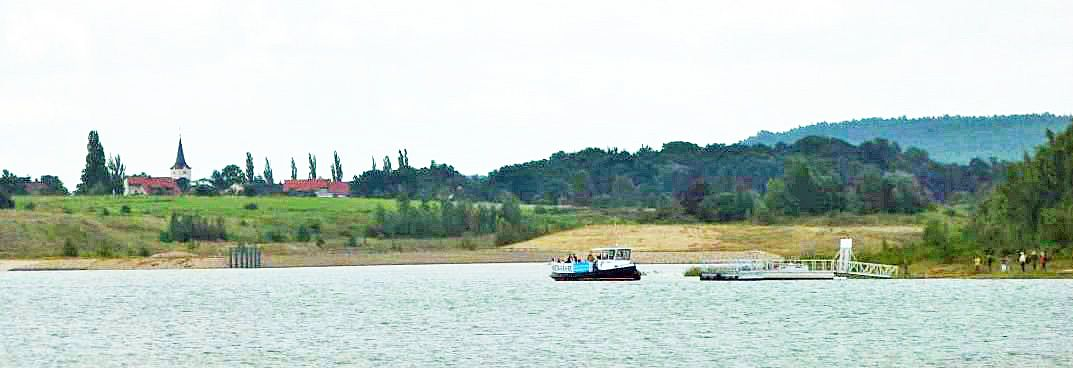
Störmthaler See mit anlegender Vineta-Fähre, im Hintergrund Dreiskau-Muckern

Eine planmäßige Entwicklung führte zu einer raschen Sanierung der durch die fehlenden Investitionen der vergangenen Jahrzehnte desolaten Infrastruktur des Dorfes. Dadurch stieg in den Folgejahren die Bevölkerungszahl wieder deutlich an und, da vor allem junge Familien nach Dreiskau-Muckern zogen, war der Altersdurchschnitt mit etwa 30 Jahren sehr niedrig. 1997 erfolgte die Eingemeindung als Ortsteil nach Großpösna. Im gleichen Jahr wurde der Sportverein Dreiskau-Muckern e. V. gegründet. Im Jahr 2000 war Dreiskau-Muckern EXPO-Dorf. Ein Ökologisches Landwirtschaftsschulheim ermöglicht Schulklassen das Kennenlernen einer Bergbaufolgelandschaft. Seit 2013 verfügt der Ort während der Sommersaison mit dem Gasthof Muckern wieder über eine gastronomische Einrichtung. Durch die fortwährende Gestaltung des Umfeldes des Störmthaler Sees gewinnt der Ort ständig an Attraktivität.